# Jardín Botánico de la Prefectura de Niigata

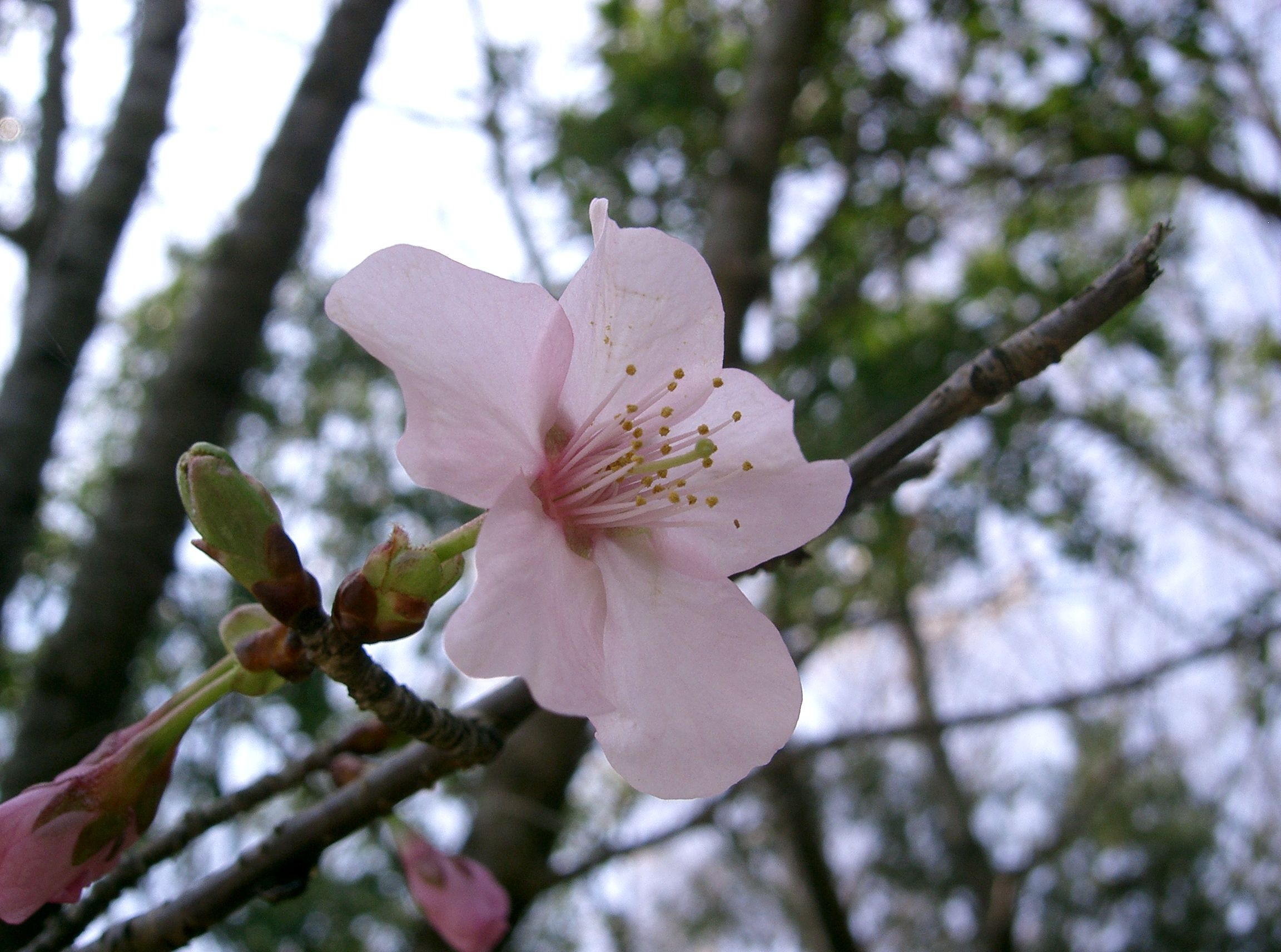
Prunus jamasakura, una de las especies cultivadas en el jardín botánico.

El Jardín Botánico de la Prefectura de Niigata en japonés: 新潟県立植物園 es un jardín botánico de 19,8 hectáreas de extensión, que se encuentra en la ciudad de Niigata, prefectura de Niigata, Japón.

## Localización
Se encuentra ubicado en Kanazu 186, Akiha-ku, Niigata-shi, prefectura de Niigata, 956-0845, Japón. 
Además de la zona de Exhibición de especies botánicas y de los invernaderos, consta de un centro de información sobre los vegetales (900 m²), una zona de juegos sembrada de césped (10 000 m²), una terraza panorámica, un estanque (23 000 m²), arriates florales (4 500 m²), el edificio principal con salas de exposiciones, aulario, y una biblioteca… Las salas pueden alquilarse con material para las necesidades de cualquier asociación cultural. 

## Colecciones
Las plantas se exhiben agrupadas en secciones: 
- La montaña de los cerezos, entre los que destacan el Prunus x yedoensis, los Prunus jamasakura, Prunus subhirtella Miq. y Prunus lannesiana, con una treintena de variedades hortícolas y botánicas.
- El jardín de las ciudades y pueblos de la prefectura de Niigata, en esta zona cada ciudad o pueblo de la prefectura hizo donación de un árbol (esencialmente de cerezos y coníferas). 200 pies de árboles se plantaron en esta zona.
- El jardín de coníferas, con unas 300 variedades originarias de Europa y de América.
- El jardín de hierbas aromáticas, donde se cultivan unas 150 especies.
- Invernaderos, con 3 445 m² donde se recrean varios biotopos con su vegetación correspondiente, así los hábitat tropicales húmedos, áridos y acuáticos. Albergan más de 550 especies bajo una cúpula de 30 metros de altura y 42 metros de diámetro.

El jardín organiza regularmente "visitas nocturnas" para permitir a los visitantes el poder admirar las floraciones nocturnas en los invernaderos. 

## Actividades
Se organizan varios talleres para los niños y sus padres (fabricación de un herbario, cultivo de plantas carnívoras, observación de las plantas acuáticas, observación de las floraciones nocturnas, cultivo de las rosas…). 
Además, en el centro de los vegetales se distribuyen consejos sobre el cultivo de las plantas y organiza cursos de jardinería. 
Este jardín botánico ostenta el certificado ISO 14001 que lo homologa como "jardín extremadamente dinámico". 